# Space Systems/Loral
Pour les articles homonymes, voir Loral.
 (février 2019).
Space Systems/Loral ou SSL est un constructeur de satellites artificiels américain. Il est l'un quatre principaux fournisseurs de satellites de télécommunications et réalise également des satellites pour les militaires américains, la NASA et les autres agences spatiales américaines. Le siège de la société est à Palo Alto en Californie et SSL est depuis 2012 la filiale de l'entreprise canadienne MacDonald Dettwiler and Associates. 

## Production
- Plateforme 1300 pour satellites de télécommunications de 5  à   25 kW[1].

## Historique
La société SSL descend de Philco (en) constructeur en 1960 du premier satellite de télécommunications américain Courier 1B. En 1961, Philco est racheté par Ford puis est renommée Philco-Ford en 1966. Elle se distingue à l'époque par la construction de la première génération des satellites de télécommunications militaires géostationnaires Defense Satellite Communications System. En 1976, la société est renommée Ford Aerospace (en). Elle construit à cette époque 7 satellites géostationnaires pour Intelsat qui seront lancés entre 1980 et 1989. Elle fournit, en 1977, les équipements de télécommunications en bande Ka des sondes spatiales Voyager 1 et 2. En 1990, elle est rachetée par Loral Corporation, un conglomérat de sociétés du secteur de la défense et de l'aérospatial constitué par Bernard L. Schwartz (en). En 1994, elle fabrique 5 satellites météorologiques GOES pour l'agence de la NOAA qui seront lancés entre 1994 et 2001. À la suite de la cession en 1996 de son activité militaire, Loral Corporation devient Loral Space & Communications. Elle est le fournisseur des 60 petites satellites de télécommunications Globalstar dont le lancement s'échelonnera entre 1998 et 1999.